# Buenavista, Zacatepec
Buenavista är en ort i Mexiko.   Den ligger i kommunen Zacatepec och delstaten Morelos, i den sydöstra delen av landet, 90 km söder om huvudstaden Mexico City. Buenavista ligger 982 meter över havet och antalet invånare är 228.
Terrängen runt Buenavista är platt åt nordväst, men åt sydost är den kuperad. Terrängen runt Buenavista sluttar söderut. Runt Buenavista är det tätbefolkat, med 319 invånare per kvadratkilometer. Närmaste större samhälle är Zacatepec, 4,9 km nordost om Buenavista. I omgivningarna runt Buenavista växer huvudsakligen savannskog.